# Paul Fabricius
Paul Fabricius (auch Pavel oder Paulus Fabricius) (* 1529 in Lauban; † 20. April 1589 in Wien) war ein Humanist, Mathematiker, Astronom, Botaniker, Geograph und Lyriker in lateinischer Sprache.
Er war ein Schüler von Johannes Schöner.
In Wien wurde er Universitätsprofessor und kaiserlicher Leibarzt.

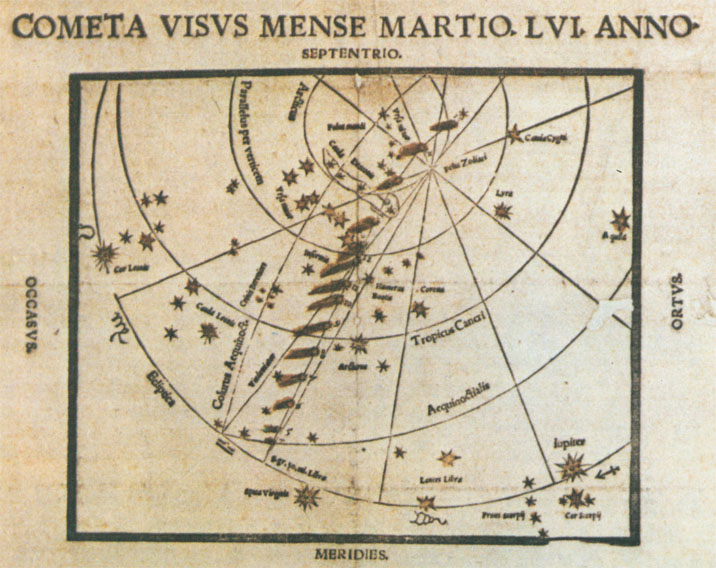
Fabricius’ Zeichnung des Kometen

Als kaiserlicher Astronom beobachtete er einen im März 1556 erschienen Kometen, der durch die Sternbilder Jungfrau, Bootes, polwärts gegen den Cepheus und die Kassiopeia ging, wo er ihn in der zweiten Aprilhälfte letztmals beobachtete.
Am 22. August 1574 bestieg er gemeinsam mit dem Arzt Johann Aichholz, dem Botaniker Carolus Clusius und dem Gutsbesitzer Reichard Streun von Schwarzenau erstmals den Ötscher, um geographische Ortsbestimmungen vorzunehmen.
1574 kam sein Verwandter Martin Behm auf seinen Rat hin nach Wien.
Er gab auch einen Kalender heraus. Nach dem Tod seines Kollegen Bartholomäus Reisacher († 1574/75), dessen Kalender bis dahin immer parallel zu seinen erschienen waren, wurde Fabricius die zentrale Figur des Wiener Kalenderwesens. 1578 nahm er Reisachers Platz in der Wiener Kalenderkommission ein. Nach der Einführung des Gregorianischen Kalenders 1583 erhielt er von Kaiser Rudolf II. den Auftrag, eine Anweisung über den Gebrauch anzufertigen.
Angesichts der Bedrohung durch die türkische Armee entwarf er um 1570 für Johann Crato von Krafftheim auch Karten von Österreich (verschollen) und Mähren, die später in Ortelius’ Atlas veröffentlicht wurde.